# Michael Radford
Michael Radford (ur. 24 lutego 1946 w Nowym Delhi) – brytyjski reżyser i scenarzysta filmowy. Laureat nagrody BAFTA dla najlepszego reżysera za film Listonosz (1994).

## Filmografia

### Reżyser
- 1980: Van Morrison in Ireland (film dokumentalny)
- 1980: The White Bird Passes
- 1983: Innym razem, w innym miejscu (Another Time, Another Place)
- 1984: 1984 (Nineteen Eighty-Four)
- 1987: Biała intryga (White Mischief)
- 1994: Listonosz (Il postino)
- 1998: Inna Beatrycze (B. Monkey)
- 2000: Zatańczyć w Błękitnej Iguanie (Dancing at the Blue Iguana)
- 2002: Dziesięć minut później – Wiolonczela (Ten Minutes Older: The Cello)
- 2004: Kupiec wenecki (The Merchant of Venice)
- 2007: Plan bez skazy (Flawless)
- 2014: Elsa i Fred (Elsa & Fred)
- 2017: Muzyka ciszy (La musica del silenzio)